# Wilhelm von Felden
Wilhelm Gottfried Erdmann von Felden (* 12. Oktober 1788 in Berlin; † 13. Juni 1864 in Danzig) war ein preußischer Generalleutnant und Ritter des Johanniter-Ordens.

## Leben

### Herkunft
Wilhelm war der Sohn des Stabskapitäns im Infanterieregiment „von Möllendorff“ Gottfried Erdmann von Felden (1764–1803) und dessen Ehefrau Johanna Dorothea Friederike, geborene Lachmann (* 1761).

### Militärkarriere
Felden besuchte das Kadettenhaus in Berlin und wurde anschließend am 12. April 1806 als Gefreitenkorporal im Infanterieregiment „Alt-Larisch“ der Preußischen Armee angestellt. Im Vierten Koalitionskrieg kämpfte er bei Jena und bei Waren. Als das Korps Blücher nach der Schlacht bei Lübeck in Ratekau kapitulierte, geriet Felden verwundet in Gefangenschaft.
1807 kam er als Junker in das 3. Neumärkische Reserve-Bataillon und am 20. August 1808 als Fähnrich in das Leib-Infanterie-Regiment. Dort avancierte Felden im August 1809 zum Sekondeleutnant und nahm als solcher 1812 am Feldzug gegen Russland teil. Trotz Verwundung im Gefecht bei Eckau kämpfte er bei Tomoscno und Ruhenthal. Nach dem Feldzug kam er im Februar 1813 kam er zur freiwilligen Jägerkompanie in Berlin. Am 8. Dezember 1813 wurde er dann in den Generalstab versetzt.
Während der Befreiungskriege nahm Felden an den Schlachten bei Bautzen, an der Katzbach, Laon, Montmirail, dem Übergang bei Wartenburg sowie den Gefechten bei Siegersdorf, Königswartha, Buntzlau, Freyburg, Mery, Compiegne, Nanteuil und Severes. Für Leipzig erhielt Felden das Eiserne Kreuz II. Klasse und für Waterloo das Kreuz I. Klasse. Im Feldzug von 1815 nahm er auch am Gefecht bei Isny sowie den Belagerungen von Avesnes und La Fere teil.
Mit seiner Beförderung zum Premierleutnant wurde Felden am 5. Februar 1815 in den Generalstab des I. Armee-Korps unter General von Zieten versetzt. Vom 14. Mai 1816 bis zum 25. März 1820 war er im Generalstab des Generalmajors von Katzler in Danzig tätig. Anschließend hatte er eine Verwendung als Kapitän im Generalstab der 2. Division und stieg Ende März 1822 zum Major auf. Im Jahr 1825 wurde Felden in den Großen Generalstab versetzt und vom 27. Juni 1831 bis zum 26. Juni 1832 in den Generalstab des Generalgouvernements der Provinzen Niederrhein und Westfalen kommandiert. Für ein Jahr fungierte Felden als Chef des Kriegstheaters, bevor er am 5. April 1835 zum Chef des Generalstabes im VII. Armee-Korps ernannt wurde. In dieser Stellung avancierte er bis Ende März 1839 zum Oberst. Anlässlich der Herbstübungen des Korps bekam er am 12. September 1842 vom König 100 Friedrichsdor als Beihilfe für seine Mehrausgaben.
Mitte Juli 1847 übernahm Felden das Kommando über die 12. Infanterie-Brigade in Neisse und wurde zwei Monate später dem Generalstab aggregiert. Nach seiner Beförderung zum Generalmajor wurde er 1846 mit einem Truppenkontingent nach Krakau entsandt um den dortigen Aufstand zu unterdrücken. Dafür wurde er am 4. August 1846 mit dem Roten Adlerorden II. Klasse mit Eichenlaub sowie am 5. Januar 1847 mit dem Kommandeurkreuz des österreichischen Leopold-Ordens ausgezeichnet. Am 16. Dezember 1848 wurde er Kommandeur der 9. Division und zugleich auch am 13. Januar 1849 mit der Wahrnehmung der Geschäfte als Kommandant von Glogau beauftragt. Unter Verleihung des Charakters als Generalleutnant wurde Felden am 21. März 1850 mit Pension in den Ruhestand versetzt. Er starb am 13. Juni 1864 in Danzig.
Der General von Krauseneck schrieb 1831 in seiner Beurteilung: „Sehr gebildet. durch Fleiß und Gründlichkeit bei seinen Arbeiten vorzüglich brauchbar und schätzenswert. Für den Dienst des Generalstabes, auch den Unterrichtsfaches, vollkommen geeignet. Für den Dienst in der Linie nicht körperlich stark genug.“

### Familie
Felden heiratete am 27. Mai 1821 in Elbing Karoline Ida Jebens (1803–1857), eine Tochter des Industriellen Friedrich August Jebens (1768–1834). Das Paar hatte mehrere Kinder:
- Auguste Karoline Erdmuthe (* 1823), starb ledig
- Karoline Mathilde Erdmuthe (* 1825)
- Wilhelmine Erdmuthe Luise (* 1829), ⚭ Theodor von Stoc, Herr auf Tarnowo bei Posen[3]